# Mélanie de Jesus dos Santos
Mélanie Johanna de Jesus dos Santos (Schœlcher, 5 marzo 2000) è una ginnasta francese, vincitrice della medaglia di bronzo con la squadra ai Mondiali 2023, campionessa europea alla trave nel 2021, campionessa europea all around nel 2019 e due volte campionessa europea al corpo libero.

## Carriera

### Gli inizi e carriera junior
Mélanie de Jesus dos Santos è nata a Schœlcher, nella Martinica, figlia di padre portoghese e madre martinicana. Ha iniziato a praticare la ginnastica artistica presso un club di La Trinité. La sua allenatrice di allora, Elsa Louis, ha intravisto il suo potenziale e l'ha fatta partecipare a un campo di addestramento della federazione francese, dove si è messa in evidenza. 
Nel 2012 si è trasferita in Francia, entrando a far parte del Pôle France di Saint-Étienne. L'anno successivo è stata inserita nella nazionale francese juniores, e nel 2015 è diventata vicecampionessa nazionale juniores nel concorso individuale. Nell'estate dello stesso anno, durante il Festival olimpico della gioventù europea, ha subito una rottura del legamento crociato che l'ha costretta a nove mesi di stop.

### Carriera senior

#### 2016: ritorno alla competizione
Mélanie de Jesus dos Santos è tornata a gareggiare nel giugno 2016, partecipando ai campionati francesi a Mulhouse. Il mese seguente ha quindi partecipato a un'amichevole Francia-Romania dove, oltre a ottenere il primo posto con la squadra, ha vinto anche il concorso individuale davanti a Larisa Iordache e a Louise Vanhille. Nel novembre 2016 ha disputato un'altra competizione amichevole a Barcellona, terminando al secondo posto dietro la belga Nina Derwael. Pochi giorni dopo, ha preso parte al Master Massilia, dove ha ottenuto una medaglia d'argento nel concorso a squadre e una medaglia di bronzo in quello individuale, oltre a ottenere un altro primo posto alla trave e un quarto posto alle parallele asimmetriche.

#### 2017: medaglia di bronzo europea e 5º posto mondiale
Nel 2017 Mélanie de Jesus dos Santos è stata selezionata per disputare la prestigiosa American Cup, guadagnando la medaglia di bronzo e ottenendo il miglior punteggio alla trave. È diventata la seconda atleta francese a essere salita sul podio di questa competizione, dopo la medaglia d'oro vinta da Elvire Teza nel 1997.
Ai campionati europei di Cluj-Napoca 2017 ha ottenuto la qualificazione alle finali del concorso individuale e delle parallele asimmetriche. Nel concorso individuale ha vinto la medaglia di bronzo superando la russa Elena Eremina all'ultima rotazione con il punteggio 14,366 guadagnato al volteggio. È diventata la prima ginnasta francese a vincere, a distanza di dodici anni dall'ultima medaglia vinta da Marine Debauve nel 2005, una medaglia europea nel concorso individuale. A livello personale ha ottenuto anche il suo miglior risultato di sempre in una competizione internazionale con 55,965 punti. Alle parallele asimmetriche non è andata oltre l'ottavo posto.
Un mese dopo è diventata campionessa francese aggiudicandosi il concorso individuale, sconfiggendo la campionessa uscente Marine Boyer di 1,4 punti totalizzando il punteggio 55,450. Ha poi vinto anche una medaglia d'argento alla trave dietro a Marine Boyer. 
Nel settembre 2017 ha partecipato agli Internazionali di Francia, vincendo la medaglia d'argento alle parallele asimmetriche dietro la belga Nina Derwael. Si è qualificata anche alle finali della trave e del corpo libero, terminando rispettivamente al quarto e al settimo posto. 
Mélanie de Jesus dos Santos è stata selezionata per disputare i Mondiali di Montréal 2017, piazzandosi al quinto posto nella finale del concorso individuale. Sempre nel mese di ottobre è stata scelta come testimonial dagli organizzatori del Master Massilia, vincendo l'oro alle parallele asimmetriche e nel concorso a squadre, oltre alla medaglia d'argento vinta nel concorso individuale. Ha concluso l'anno prendendo parte a dicembre alla competizione internazionale di Toyota, in Giappone, dove ha vinto la medaglia d'oro alle parallele asimmetriche, davanti alla russa Elena Eremina vicecampionessa del mondo in questo attrezzo, e a Juliette Bossu; infine ha vinto anche la medaglia d'argento alla trave, dietro la campionessa olimpica olandese Sanne Wevers.

#### 2018: campionessa europea al corpo libero e vicecampionessa con la Francia
Nel marzo 2018 Mélanie de Jesus dos Santos ha vinto due medaglie alla Coppa del Mondo di Doha, l'oro alla trave davanti alla connazionale Marine Boyer e il bronzo alle parallele asimmetriche. Ad aprile ha partecipato alla Coppa del Mondo di Tokyo vincendo la medaglia di bronzo nel concorso individuale. Il mese successivo si è confermata campionessa francese individuale, aggiudicandosi il titolo nazionale pure alle parallele e al corpo libero.
Nell'agosto 2018 ha disputato i campionati europei di Glasgow, ottenendo con la Francia il secondo posto dietro la Russia e davanti ai Paesi Bassi. A livello individuale si è laureata campionessa europea al corpo libero con 13,766, davanti alla rumena Denisa Golgotă (13,600 punti) e la belga Axelle Klinckaert (13,400 punti). È stata la terza ginnasta francese a imporsi in questo attrezzo ai campionati europei, dopo Ludivine Furnon nel 2000 e Isabelle Severino nel 2005. Ha raggiunto anche la finale della trave, terminando al quarto posto dietro la connazionale Marine Boyer.
Agli Internazionali di Francia del settembre 2018 si è qualificata alle finali del corpo libero e delle parallele asimmetriche, vincendo la medaglia d'oro al corpo libero davanti alla canadese Elsabeth Black.
Ai Mondiali di Doha 2018 ha contribuito al quinto posto ottenuto dalla Francia nel concorso a squadre, finale a cui le francesi mancavano dal 2007. Riguardo alla competizione individuale, Mélanie de Jesus dos Santos ha raggiunto la finale all-around e al corpo libero classificandosi in entrambi i casi al sesto posto.

#### 2019: campionessa europea al concorso generale e al corpo libero, vicecampionessa alla trave
A metà gennaio Mélanie de Jesus dos Santos si è infortunata all'anulare sinistro durante un allenamento alle parallele, rendendo incerta la propria presenza ai campionati europei di Stettino. Sottopostasi a due consulenze mediche, la prima ha preso in considerazione la necessità di un intervento chirurgico, mentre la seconda riteneva che il processo di guarigione fosse già in atto in modo naturale. Dopo una pausa di sei settimane, in attesa che il dolore sparisse, a metà marzo ha partecipato alla DTB Pokal, una competizione a squadre svolta a Stoccarda.
La sua partecipazione agli Europei individuali di Stettino viene confermata dalla federazione francese solamente due settimane prima dell'evento. Il 12 aprile 2019 è diventata campionessa europea al concorso generale, rappresentando la seconda francese ad avere vinto questo titolo dopo Marine Debauve nel 2005. È stata anche l'unica francese a ottenere una seconda medaglia d'oro in questa competizione. Seconda nel corso della fase di qualificazione, ha iniziato la finale al quinto posto dopo il volteggio, ha raggiunto quindi il quarto posto dopo le parallele asimmetriche, e infine ha ottenuto i migliori punteggi alla trave e al corpo libero, terminando davanti, con 55.433 punti, alla campionessa in carica Elissa Downie (55.365 punti) e ad Angelina Mel'nikova (55.065 punti).
Il giorno successivo si è classificata settima alle parallele asimmetriche. Il giorno seguente ha vinto per la sua prima volta una medaglia europea alla trave, dietro Alice Kinsella e davanti alla connazionale Lorette Charpy. In seguito, durante la finale al corpo libero, alla prima diagonale è terminata fuori pedana e poi ha preso l'iniziativa di aggiungere una rotazione al suo pivot per compensare la penalità. Mantenendo il titolo in questo attrezzo è diventata, con tre medaglie d'oro, la ginnasta francese più titolata ai campionati europei, considerando sia le donne sia gli uomini. È stata anche la prima ginnasta francese a conquistare tre medaglie in un'unica edizione dei campionati continentali. Terminati questi campionati europei che l'hanno vista protagonista, Mélanie de Jesus dos Santos ha dichiarato di avere come prossimo obiettivo la vittoria di una medaglia ai campionati mondiali.
A giugno Mélanie de Jesus dos Santos diventa per la terza volta consecutiva campionessa individuale di Francia, inserendo delle novità al corpo libero e alla trave dove vince altre due medaglie d'oro. Durante l'estate ha partecipato a un nuovo stage negli Stati Uniti, a Houston, nel corso del quale si è infortunata alla caviglia. Al fine di evitare una possibile infiammazione e preservare le sue possibilità per i campionati mondiali non è stata schierata nella competizione al corpo libero agli Internazionali di Francia del mese di settembre. In compenso ha gareggiato in altri due attrezzi, vincendo la medaglia d'oro alle parallele asimmetriche e ottenendo il settimo posto alla trave a causa di diversi squilibri.
A ottobre ha preso parte ai Mondiali di Stoccarda. Insieme a Marine Boyer, Lorette Charpy, Aline Friess e Claire Pontlevoy ha ottenuto con la Francia il quinto posto nel concorso a squadre. Ha disputato la finale del concorso individuale concludendo al 20º posto, cadendo due volte nella rotazione che l'ha vista impegnata alle parallele asimmetriche. Si è qualificata anche alle finali di trave e corpo libero, posizionandosi quinta in entrambi i casi. Le viene assegnato il Premio Longines per l'eleganza.

#### 2021
A giugno viene scelta per partecipare ai Giochi olimpici di Tokyo 2020, insieme a Marine Boyer, Aline Friess e Carolann Heduit.
Il 25 luglio prende parte alle Qualifiche, tramite le quali la Francia accede alla finale a squadre al quarto posto, mentre individualmente si qualifica per la finale all-around, oltre ad essere prima riserva alle parallele.
Il 27 luglio la Francia termina al sesto posto nella finale a squadre.
Il 29 luglio partecipa alla finale all-around terminando all'undicesimo posto.
Il 1º agosto, in seguito al ritiro di Simone Biles, prende parte alla finale alle parallele, dove termina al sesto posto.

## 2022
Dopo aver partecipato, nell'autunno del 2021, al Gold Over America Tour (un tour negli Stati Uniti dove diverse ginnaste di fama mondiale si esibivano davanti agli spettatori), organizzato da Simone Biles, nel 2022 dos Santos annuncia di essersi trasferita negli Stati Uniti per allenarsi al WCC, sotto la supervisione dei coniugi di origine francese Laurent e Cecile Landi, ex allenatori di Biles. Nonostante ciò, dos Santos continuerà a gareggiare per la Francia.